# Pitkäranta
Pitkäranta (russisk: Питкяранта, finsk: Pitkäranta) er en by i republikken Karelija i Rusland. Den ligger på nordøstbredden af Ladoga. Indbyggertal: 11.089 (folketælling 2013), 13.347 (folketælling 2002). Byen blev grundlagt i 1800-tallet.

## Befolkningsudvikling
| År   | Indbyggere |
| ---- | ---------- |
| 1959 | 6.204      |
| 1970 | 10.251     |
| 1979 | 13.839     |
| 1989 | 14.361     |
| 2002 | 13.347     |
| 2010 | 11.429     |

kilde: Folketællinger

## Næringsliv
Byen har en betydelig cellulose- og papirindustri.